# Скандал с фотографиями Янь Фэнцзяо
Скандал с фотографиями Янь Фэнцзяо разразился в 2010 году, когда в Интернет попала эротическая фотосессия 21-летней модели и визажиста Янь Фэнцзяо, на тот момент — участницы шоу знакомств «Нечестных прошу не беспокоить». К моменту появления фото Фэнцзяо считалась одной из самых популярных участниц шоу. За свой скромный и целомудренный образ девушка получила прозвище «Яшмовая королева». Появление её фотографий вызвало большой общественный резонанс.

## Ранняя биография
Янь Фэнцзяо (кит. упр. 闫凤姣, пиньинь Yán Fèngjiāo) родилась 24 июня 1989 года в Хуньчуне (городской уезд в Яньбянь-Корейском автономном округе провинции Цзилинь КНР). Когда девушке исполнилось девять лет, её отец умер и семья переехала в Шанхай. Поскольку семья практически не имела средств к существованию, Фэнцзяо рано начала работать визажистом. Такая работа почти не приносила дохода (она получала чуть более 1000 юаней в месяц), и спустя время девушка стала подрабатывать моделью на различных торжественных мероприятиях (что приносило 1000 юаней за 9 дней). В 2009 году Фэнцзяо познакомилась с некой Сяо Ци (кит. 小琪), которая предложила ей подработку фотомоделью.

## Тонни и организация частных фотосессий
Сяо Ци (настоящее имя — Шэнь Лин, 沈琳) помогала в организации частных фотосессий филиппинцу китайского происхождения Цай Гуанмину (кит. 蔡光明, англ. Chua Noli Alcantara; который был более известен как Тонни (кит. 托尼)). Шэнь Лин подбирала моделей, а её коллеги, сам Тонни, Ли Ицзюнь (кит. 李义军) и Дун Чжияо (кит. 董志尧), занимались поиском и арендой помещений, приглашением фотографов и организацией самих мероприятий. За определённую плату фотографы получали возможность сделать эротические снимки с той или иной моделью. Модели получали от 300 до 500 юаней за фотосессию.
По одной из существующих версий, в мае 2009 года Цай и Шэнь встретились с Фэнцзяо в одном из KFC, расположенных в пригороде Шанхая — Цибао. Шэнь провела девушку в уборную и там сделала несколько фотографий «для пробы». 31 мая 2009 года Цай пригласил Фэнцзяо на съёмки и отвёз её в отель, где группа фотографов в течение нескольких часов делала фотографии девушки в стиле ню. Повторная встреча состоялась спустя неделю. По версии, изложенной Фэнцзяо, 31 мая она получила приглашение на съёмки рекламы одежды. Организатор вынудил девушку сняться сначала в белье, а затем и совершенно голой, угрожая применением силы в случае неподчинения. После завершения съёмок Фэнцзяо, по её собственным словам, наотрез отказывалась контактировать с кем-либо из этой группы людей, но продолжала получать угрозы и в итоге была вынуждена принять участие в ещё одной фотосессии. После этого Фэнцяо окончательно порвала с Тонни и его сообщниками и продолжила работать моделью на выставках. В том же году она стала победительницей конкурса красоты журнала «Жуйли» в Шанхае и заняла третье место на общенациональном этапе.

## Скандал
В конце апреля 2010 года Янь Фэнцзяо стала участницей популярного китайского шоу знакомств «Нечестных прошу не беспокоить». Здесь она приобрела имидж чистой и целомудренной девушки и неоднократно становилась «дамой сердца» участников шоу. В одной из передач, когда несколько участников подряд выбрали её «дамой сердца», ведущий Мэн Фэй назвал выпуск «бенефисом Янь Фэнцзяо». По словам Фэнцзяо, уже вскоре после её появления в программе редакция шоу получила письмо с эротическими фотографиями девушки. Злоумышленник угрожал в том случае, если модель не снимут с передачи, выложить фотографии в открытый доступ (к тому времени они распространялись лишь на закрытых сайтах). Организаторы шоу, используя собственные связи, приложили все усилия, чтобы дело не получило широкой огласки (по их просьбе владельцы некоторых форумов и соцсетей удаляли фотографии при публикации, имя «Янь Фэнцзяо» было добавлено в чёрный список и не отображалось при публикации), однако в конечном итоге их попытки не увенчались успехом.
10 мая 2010 года в СМИ появились первые упоминания об эротической фотосесси Янь Фэнцзяо. Поскольку часть фото была сделана в туалете, спровоцированный ими скандал получил название «Туалетгейт» (厕所门). Благодаря этим фотографиям имя Янь Фэнцзяо взлетело в Топ-10 поисковых запросов китайского поисковика Baidu. 12 мая Янь Фэнцзяо опубликовала заявление, в котором признала, что на фотографиях изображена она, при этом отметила, что фотографии были сделаны под принуждением, что, якобы, было видно и по самим фотографиям, на которых девушка выглядела крайне подавленной и запуганной. В тот же день телеканал JSTV, транслировавший шоу «Нечестных прошу не беспокоить», опубликовал заявление, в котором утверждалось, что сотрудники телеканала сообщили о произошедшем в надлежащие инстанции, предоставили органам всю имеющуюся информацию, а также предоставили Фэнцзяо охрану и сопровождение. На вопрос о том, появится ли Фэнцзяо в следующем выпуске передачи, администрация ответила уклончиво, но выразила надежду, что никакие изменения в план публикаций вносить не придётся.
14 мая 2010 года в сети появилась вторая партия эротических фотографий с участием Янь Фэнцзяо, а также ещё одной модели, которая была подписана как Сяо Ван. Пользователи интернета изначально опознали в ней модель Чжан Ванъю (кит. 张婉悠), но вскоре та опубликовала заявление, в котором опровергла любые предположения о сходстве и заявила, что никогда не была знакома с Янь Фэнцзяо. Впоследствии было установлено, что второй девушкой на фото является Цзян Цинван (кит. 蒋晴婉), которая на протяжении 2009—2010 годов неоднократно участвовала в фотосессиях, организованных Тонни. На фотографиях, которых было больше, чем в первой партии, обе модели ведут себя достаточно непринуждённо. Снимки датированы 7 июня 2009 года — это неделей позже, чем первые съёмки.
15 мая телеканал JSTV полностью удалил сцены с участием Фэнцзяо из передачи «Нечестных прошу не беспокоить». Выпуск от 16 мая не имеет ни одной сцены с её участием, из-за поспешного редактирования последовательность сцен нарушена и очевидны следы дополнительных съёмок (так, например, ведущий Мэн Фэй в идущих одна за другой сценах появляется в разных костюмах).
26 мая в сети появилась новая партия фотографий, тоже сделанная Цай Гуанмином и его командой, но на фотографиях была уже другая модель — Бинь Бинь (冰冰). На одной из многочисленных фото был запечатлён половой акт Бинь Бинь и Цай Гуанмина. Один из журналистов, освещавших это событие, писал: «[Скандал с фотографиями Янь Фэнцзяо] разворачивается по всем законам американской мыльной оперы. Первый сезон привлекает внимание аудитории, второй сезон подогревает интерес, третий — приоткрывает вуаль наполовину. Зрители и рады бы бросить смотреть, но уже не могут. И кто знает, сколько этих сезонов впереди?». Позже в сеть попали фото с участием ещё около десятка «моделей», которые прошли через руки Цай Гуанмина: Бин Бин (冰冰), Яньцзы (燕子), Фэй Фэй (菲菲), На На (娜娜) и др.

## Юридический аспект
Фотографирование эротических моделей и участие в фотосессии в качестве эротической модели не является уголовным преступлением в КНР, однако уголовным правонарушением является «организация порнографических шоу» (ст. 365 УК КНР), что включает приглашение фотографов, поиск моделей, аренду помещения, оборудования и т. д.
Кроме того, УК КНР уделяет внимание целям съёмки. Уголовно наказывается не обычная любительская или же художественная эротическая съёмка, а лишь та, целью которой является распространение произведённых эротических и порнографических материалов (ст. 363 УК КНР), в том числе и с отягчающими обстоятельствами (ст. 364 УК КНР).

## Последствия скандала и его влияние
Следствие установило, что с февраля по ноябрь 2009 года Цай Гуанмин с сообщниками организовал более 40 фотосессий, в ходе которых было отснято около 1300 фотографий; он 7 раз участвовал в групповом сексе с моделями (общее число участников доходило до семи). Впоследствии часть фотографий попала в Интернет. 10 ноября 2011 года Первый народный суд средней ступени города Шанхай (上海市第一中级人民法院) вынес вердикт, согласно которому Цай Гуанмин за организацию «коллективных развратных действий» должен был провести пять лет в тюрьме и выплатить штраф — 20 тысяч юаней. После отбытия срока и выплаты штрафа он подлежал депортации из страны. Его сообщники были приговорены к трём и четырём годам лишения свободы.
Скандал с фотографиями Янь Фэнцзяо, который произошёл спустя всего два месяца после первого для материкового Китая секс-скандала, известного как «Зверёнышгейт» (兽兽门) с участием топ-модели Чжай Лин, стал предметом острых споров и обсуждений о влиянии СМИ и средств информации на жизнь людей. Через месяц после начала скандала Национальное управление радио, и телевещания опубликовало постановление, в котором предписало шоу знакомств быть максимально строгими при выборе участников и не допускать к появлению на экране героев, чьё поведение может вызвать критику со стороны зрителей.
Неожиданная популярность, по словам Фэнцзяо, привела к тому, что почти месяц она жила на квартире у сестры и боялась выходить из дома.
Скандал получил неожиданное продолжение летом того же 2010 года, когда Янь Фэнцзяо снялась в рекламном ролике для ММОРПГ-игры «昆仑OL». 6 июля Министерство культуры КНР выпустило «Постановление об усилении контроля за продвижением на рынке игровой продукции и о сдерживании вульгарного маркетинга» (《关于加强网络游戏市场推广管理、制止低俗营销行为的函》). В данном постановлении предписывалось усилить контроль за методами продвижения игровой продукции на рынках, а также осуществить взыскания с тех компаний, которые уже допустили такие упущения, при этом самому термину «вульгарный маркетинг» (低俗营销) не давалось чёткое определение. СМИ связали выход данного постановления с тем, что в недавних маркетинговых компаниях были задействованы сразу несколько моделей, обладающие скандальной славой, в том числе и Янь Фэнцзяо. Сразу после выхода постановления компания «Чжии ванлуо» (智艺网络), снявшая рекламный ролик с Янь Фэнцзяо, выступила с заявлением, что признаёт ошибку и прекращает использование всех материалов с Фэнцзяо.
По состоянию на 2018 год Янь Фэнцзяо продолжает работать как визажист. К съёмкам в эротике с тех пор она не возвращалась.